# Lina Bernardi
Lina Bernardi (Latina, 5 settembre 1938) è un'attrice italiana.

## Biografia
È anche insegnante di recitazione e dizione, e interpreta letture di poesia di autori contemporanei (tra cui Silvano Agosti, Arnoldo Foà, Beppe Costa e Beatrice Niccolai).

## Filmografia

### Cinema
- Storia di Piera, regia di Marco Ferreri (1983)
- Storia di ragazzi e di ragazze, regia di Pupi Avati (1989)
- Area gialla, regia di Marcello Spoletini (1990)
- L'angelo con la pistola, regia di Damiano Damiani (1992)
- Quando le montagne finiscono, regia di Daniele Carnacina (1994)
- Terra bruciata, regia di Andres Pfäffli (1995)
- Il più lungo giorno, regia di Roberto Riviello (1998)
- Pane e tulipani, regia di Silvio Soldini (2000)
- Il partigiano Johnny, regia di Guido Chiesa (2000)
- Guarda il cielo (Stella, Sonia, Silvia), regia di Piergiorgio Gay (2000)
- L'ultimo bacio, regia di Gabriele Muccino (2001)
- L'imbalsamatore, regia di Matteo Garrone (2002)
- Non ti muovere, regia di Sergio Castellitto (2004)
- Gas, regia di Luciano Melchionna (2004)
- 7/8 - Sette ottavi, regia di Stefano Landini (2007)
- Il soffio dell'anima, regia di Vittorio Rambaldi (2009)
- Ce n'è per tutti, regia di Luciano Melchionna (2009)
- The Museum of Wonders, regia di Domiziano Cristopharo (2010)
- Baciami ancora, regia di Gabriele Muccino (2010)
- Workers - Pronti a tutto, regia di Lorenzo Vignolo (2012)
- Italian movies, regia di Matteo Pellegrini (2012)
- La terra e il vento, regia di Sebastian Maulucci (2013)
- Lacrime di San Lorenzo, regia di Giampiero Caira (2015)
- Il nido della tortora (Gnizdo gorlytsi), regia di Taras Tkachenko (2016)
- Youtopia, regia di Berardo Carboni (2018)
- Daitona, regia di Lorenzo Giovenga (2018)
- Qui non si muore, regia di Roberto Gasparro (2019)

### Televisione
- Sfida per Cuba, regia di Piero Schivazappa (1967)
- Vento notturno, regia di Ottavio Spadaro (1968)
- Brodo di pollo con l'orzo, regia di Flaminio Bollini (1969)
- Bernadette Devlin, regia di Silvio Maestranzi – film TV (1971)
- Un amore americano, regia di Piero Schivazappa – film TV (1994)
- Vivere – soap opera (1999)
- CentoVetrine – soap opera (2001)
- Cuore di ghiaccio, regia di Matteo Bellinelli – miniserie TV (2006)
- Distretto di Polizia – serie TV, episodio 6x02 (2006)
- Butta la luna – serie TV (2006-2009)
- Questa è la mia terra, regia di Raffaele Mertes – miniserie TV (2006)
- Mal'aria, regia di Paolo Bianchini – film TV (2009)
- R.I.S. Roma - Delitti imperfetti – serie TV, episodio 2x13 (2011)
- Al di là del lago – serie TV, episodio 1x07 (2011)
- Fuoriclasse – serie TV (2011)
- Rossella – serie TV (2011)
- Squadra mobile – serie TV, episodio 1x06 (2015)
- L'allieva – serie TV, episodio 1x01 (2016)

### Cortometraggi
- Il lavoro, regia di Lorenzo De Nicola (2007)
- Fratelli, regia di Andrea Di Bari (2008)
- Il ritorno, addio, regia di Sebastian Maulucci (2008)
- Coincidenze, regia di Gabriele Paoli (2010)
- Selene, regia di Giuliano Giacomelli (2013)
- La vera storia, regia di Gianluca Sacchi (2013)
- Posso entrare?, regia di Fariborz Kamkari (2016)
- Tutto il tempo che vogliamo, regia di Riccardo Menicatti e Bruno Ugioli (2019)

### Videoclip
- Epurestestate di Mirkoeilcane, regia di Vincenzo Alfieri (2017)

### Web serie
- The Ushers: A Dark Tale of a Bright Night, regia di Andrea Galatà – web serie (2013)
- La linea dei topi, regia di Alessandro Fusto – web serie (2014)

## Teatro
- O di uno o di nessuno, di Luigi Pirandello, regia di  Arnaldo Ninchi (1969)
- In principio, da Torniamo a Matusalemme di George Bernard Shaw, adattamento e regia di Enzo Fasoli (1970)
- Jacques o la sottomissione, di Eugène Ionesco, regia di Claudio Del Pozzolo (1972)
- Le fiabe del Basile, di Giovan Battista Basile, regia di Vilda Ciurlo (1972)
- Mara Maria Marianna, di Maricla Boggio, Edith Bruck e Dacia Maraini, regia di Maricla Boggio (1973)
- Lui e lei, da August Strindberg, regia di Sandro Rossi (1977)
- La casalinga è da buttare, di Armanda Guiducci, Dacia Maraini e Maricla Boggio, regia di Saviana Scalfi (1978)
- In principio era Marx - La moglie e la fedele governante, di Adele Cambria, regia di Elsa De Giorgi (1980)
- Due dozzine di rose scarlatte, di Aldo De Benedetti, regia di Arnaldo Ninchi (1980)
- Madame de Sade, di Yukio Mishima, regia di Bruno Mazzali (1982)
- L'uomo, la bestia e la virtù, di Luigi Pirandello, regia di Arnaldo Ninchi (1982)
- La città morta, di Gabriele D'Annunzio, regia di Nino Angano (1983)
- Mamma eroina, di Maricla Boggio, regia di Saviana Scalfi (1983)
- La madre, di Stanisław Ignacy Witkiewicz, regia di Claudio Frosi (1985)
- La regina dei cartoni, di Adele Cambria e Saviana Scalfi, regia di Saviana Scalfi (1985)
- Non ti conosco più, di Aldo De Benedetti, regia di Arnaldo Ninchi (1986)
- Crazy Jack, di Valeria Moretti e Saviana Scalfi, regia di Ugo Gregoretti (1987)
- Serata D'Errico, tre atti unici di Ezio D'Errico, regia di Claudio Frosi (1988)
- Insegnami tutto Céline, di Maria Pacôme, regia di Saviana Scalfi (1989)
- Così è (se vi pare), di Luigi Pirandello, regia di Orazio Costa (1989)
- La strada della giovinezza, di Christian Giudicelli, regia di Saviana Scalfi (1990)
- Processo a Gesù, di Diego Fabbri, regia di Giancarlo Sepe (1990)
- Sulla costa del sole nella stagione dei monsoni, di Jean-Paul Daumas, regia di Patrick Rossi Gastaldi (1992)
- L'onorevole, di Leonardo Sciascia, regia di Paolo Castagna (1993)
- La lunga notte di Medea, di Corrado Alvaro, regia di Maolucci (1993)
- Una moglie, i mesi incantati, di Maricla Boggio, regia di Adriana Martino (1994)
- Il commissario Maigret da George Simenon, regia di Sofia Scandurra (1995)
- Mai stata sul cammello?, di Aldo Nicolaj, regia di Paolo Castagna (1996)
- Senza testa, di Alexandra La Capria, regia di Luciano Melchionna (2002)
- Mémoires d'amour, regia di Federico Caramadre Ronconi (2003)
- Mommyland, di Luciana Grifi, regia di Luciano Melchionna (2003)
- Cos'hanno i briganti più di noi?, di Eugenio Pacchioli, regia di Giuseppe Naretto (2004)
- Essendo, di Luciana Grifi, regia di Luciano Melchionna (2005)
- Merce fragile, regia di Federico Caramadre Ronconi (2005)
- Cantarkaikos, di Mauro Ginestrone, regia di Mauro Ginestrone e Tommaso Massimo Rotella (2005)
- Le sue donne, signor Piandello, di Luciana Grifi, regia di Fabrizio Portalupi (2007)
- Dignità autonome di prostituzione, testo e regia di Luciano Melchionna (2008)
- Brokeback Mountain, dal romanzo di Annie Proulx, regia di Luciano Melchionna (2008)
- Mostro, di Duncan Macmillan, regia di Massimiliano Farau (2009)
- Il contagio, testo e regia Nuccio Siano (2011)
- Il berretto a sonagli, di Luigi Pirandello, regia di Sebastiano Lo Monaco (2016)
- Essere Don Chisciotte, testo e regia di Gennaro Duccilli (2019)
- Antigone, di Sofocle, regia di Margherita Patti (2019)

## Radio
- Elena, di Euripide, regia di Ottavio Spadaro, trasmessa il 25 luglio 1966.
- I dadi e l'archibugio, di Alfredo Balducci, regia di Carlo Di Stefano, 2 agosto 1966.
- Orbite, di Diego Fabbri, regia di Carlo Di Stefano, 4 ottobre 1966.
- L'espiazione, di Hermann Broch, regia di Silverio Blasi, 10 ottobre 1966.
- Lettere a voi, di Ernesto Caballo, regia di Massimo Scaglione, 12 novembre 1966.
- Il vicolo di madama Lucrezia, di Prosper Mérimée, regia di Massimo Scaglione, 18 novembre 1966.
- La supplica, di Renzo Folchi, regia di Ernesto cortese, 25 marzo 1967.
- Vivere come porci, di John Arden, regia di Giacomo Colli, 26 febbraio 1968.
- Nascita di Cristo, di Lope de Vega, regia di Pietro Masserano Taricco, 25 dicembre 1968.
- Antigone, di Jean Cocteau, regia di Andrea Camilleri, 16 maggio 1969.
- La scuola delle vedove, di Jean Cocteau, regia di Andrea Camilleri, 23 maggio 1969.
- Atterraggio, di Simona Mastrocinque, regia di Giorgio Bandini, 1º novembre 1969.
- L'uomo, la moglie, la mosca, di Luigi Malerba, regia di Luciano Mondolfo, 15 luglio 1970.
- Oreste, di Euripide, regia di Orazio Costa, 4 agosto 1970.